# Alanen Kihlankijoki
Alanen Kihlankijoki ("Nedre Kihlankibäcken") är ett vattendrag i Tornedalen i Pajala kommun i norra Norrbotten. Längd ca 30 km. Alanen Kihlankijoki rinner upp i sjön Naakajärvi (331 m ö.h.) och strömmar i huvudsak österut tills den mynnar i Muonioälven vid Kihlanki. En badplats finns helt nära mynningen.